# Rogério de Lauria

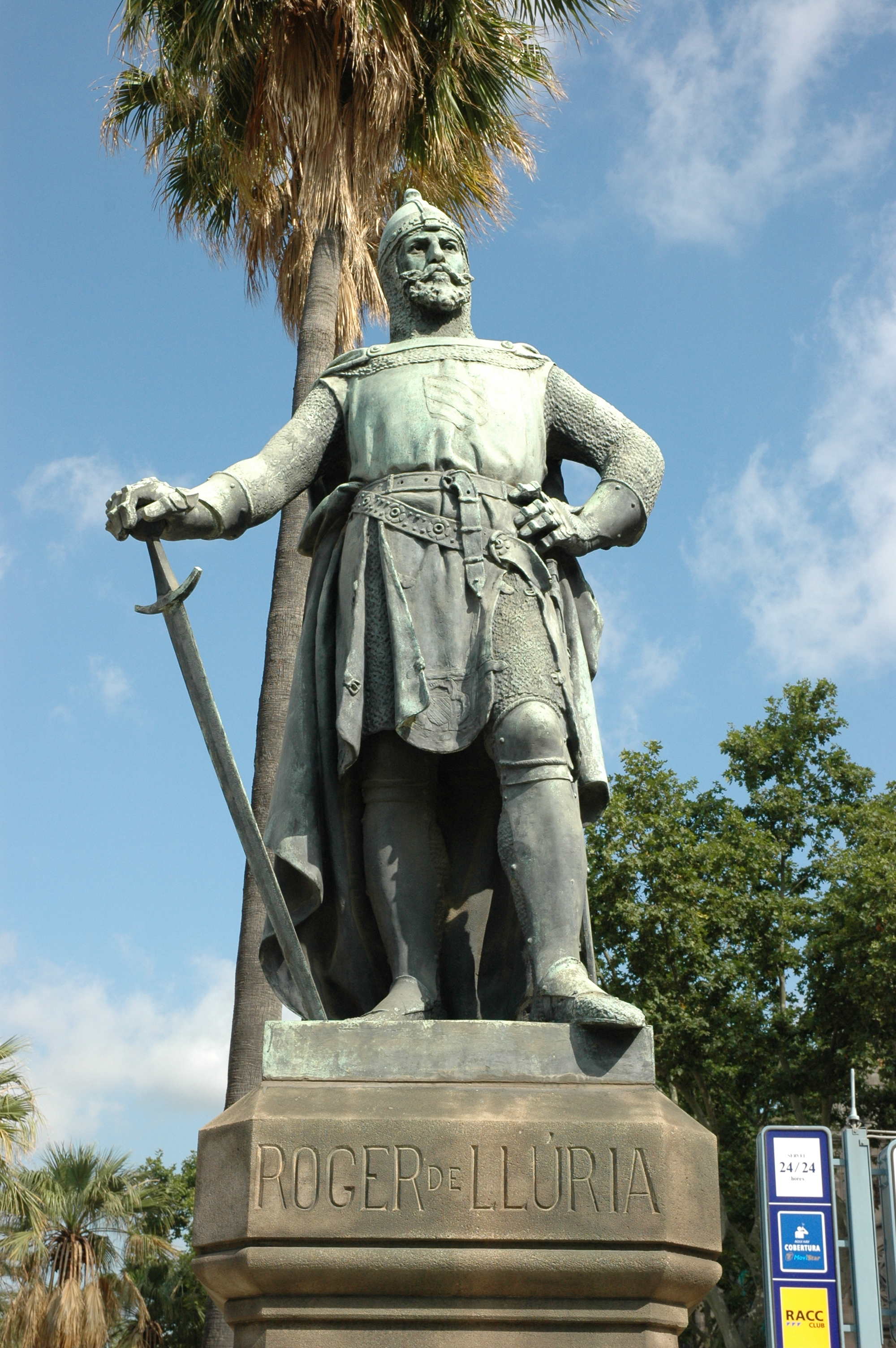
Rogério de Lauria, monumento em Barcelona

Rogério de Lauria ou em catalão: Roger de Llúria, também chamado de Lloria ou Ruggero di Lauria (Lauria, Basilicata, 1250 — Valência, 19 de Janeiro de 1305), foi um marinheiro e militar do Sul da Itália ao serviço da Coroa de Aragão. Almirante da frota aragonesa e do reino da Sicília, que comandou com grande sucesso durante todo o reinado de Pedro III de Aragão, foi-lhe criado e concedido o condado de Cocentaina como recompensa pela sua carreira militar.

## Biografia
Nomeado almirante em 1283, defendeu a Sicília e os direitos dos reis da Coroa de Aragão contra os angevinos aquando das Vésperas sicilianas, derrotando uma frota francesa comandada por Carlos de Anjou nas imediações de Malta. Em 1284 derrotou o príncipe de Tarento, herdeiro do trono napolitano, na baía de Nápoles e realizou uma notável campanha na Calábria.
Posteriormente dirigiu-se à Catalunha, chamado por Pedro III de Aragão, para fazer frente aos franceses. A sua vitória mais notável foi sobre a frota de Filipe III de França, na batalha de Formigues, a 3 e 4 de Setembro de 1285. Desta forma rompeu as linhas de comunicação da invasão francesa à Catalunha e destruiu completamente o poder naval francês da época. Também participou da batalha de Panissars em 1285. Derrotadas e com o seu rei morto, as tropas francesas abandonaram a Catalunha no mesmo ano.
Os triunfos do almirante de Lauria foram também baseados em inovações técnicas. Os ataques não se limitavam à abordagem e ao uso da espada, método das batalhas navais da época, mas também pelo uso de aríetes navais e de bestas, armas de mão ou, no caso das maiores, montadas em suportes nos barcos.
Quando Jaime II de Aragão subiu ao trono, deveria ceder o trono siciliano aos angevinos, com os quais assinara um tratado de paz. Mas o seu irmão menor Frederico aceitou a coroa que lhe foi oferecida pelos sicilianos e lutou contra os angevinos e contra Jaime. Apesar de inicialmente apoiar Frederico, pouco depois Rogério de Lauria se pôs ao serviço de Jaime. Confiscados os seus territórios sicilianos e apelidado de traidor, venceu o infante Frederico em cabo Orlando e Ponza. Firmada a paz de Caltabellota em 1302 entre os dois irmãos, Rogério retirou-se para o seu condado em Cocentaina, onde morreu.
Foi sepultado no Mosteiro de Santes Creus, da Ordem de Cister, junto ao sepulcro de Pedro II de Aragão. Foi-lhe dedicado um monumento em Tarragona, obra do escultor Feliu Ferrer Galzeran. Em 1910, o Reial Club Deportiu Espanyol de Barcelona escolheu as cores branco e azul das armas de Rogério de Lauria para o seu emblema.

## Táticas
Rogério foi bem sucedido na guerra naval por causa de várias táticas hábeis. Ele tentou atrair frotas inimigas de portos defendidos, fingindo recuar e fazendo com que eles o perseguissem até se tornarem desorganizados, depois voltando em formação para atacar. Ele tinha muito mais controle sobre seus capitães do que seus inimigos. Suas tripulações eram formadas por tropas especializadas, em vez dos tipos mais genéricos usados por seus inimigos. Seus arqueiros e besteiros foram usados inicialmente, enquanto seus remadores e / ou almogávares (tropas de elite desarmadas e altamente móveis armadas com dois dardos, uma lança e uma adaga) ficaram escondidas. Quando suas galeras se fechavam, muitas vezes dos lados das galeras inimigas (que danificavam seus remos), esses escaramuçadores eram muito mais ágeis do que os cavaleiros fortemente armados com espadas que seus inimigos costumavam usar, especialmente no convés móvel de uma galera no mar. Ele usou truques para disfarçar o tamanho de sua força. Além disso, ele às vezes mantinha algumas de suas galeras escondidas, para atacar a retaguarda do inimigo após o início da batalha.
Rogério também era famoso por saques implacáveis e devastação, muitas vezes motivados apenas pela ganância e vantagem pessoal. Por outro lado, sua reputação por si só fez com que alguns inimigos perdessem a coragem durante uma batalha.